# Muralla de Torrelobatón
La muralla de Torrelobatón, correspondiente al siglo XIV, está situada en dicho municipio vallisoletano (Castilla y León, España). De la muralla de la villa el único resto que se conserva es el Arco o Puerta de la Villa, construido en el siglo XV.

## Descripción
Se tienen noticias de que en el año 1521 conservaba aún su gruesa cerca durante el asedio de los comuneros de Juan de Padilla.
El estado de conservación del arco o Puerta de la Villa es bueno, aunque ha sufrido muchas modificaciones desde su construcción y hoy se muestra integrado en construcciones mucho más modernas.